# Wilhelm Schirmer
 Ikke at forveksle med Johann Wilhelm Schirmer.
August Wilhelm Ferdinand (eller Friedrich) Schirmer (født 6. maj 1802 i Berlin, død 8. juni 1866 i Nyon ved Genfersøen) var en tysk maler.
Schirmer gik på Berlin-Akademiet, blev selv lærer der 1839, 1843 professor.
Schirmer har især skildret italiensk natur; der er store linjer, "arkitektur", i Schirmers landskaber (Schirmer var også stærkt påvirket af Schinkel) og fin lys- og kuftvirkning.
Kendte værker er Kyst ved Neapel, Tassos hus i Sorento (Berlins Nationalgalleri), de fire store vægbilleder i stereokrom udførelse til den græske og ægyptiske afdeling i Berlins Neues Museum etc.
- Stålstik af W. French efter Wilhelm Schirmer
- Stålstik af J. Gray efter Wilhelm Schirmer